# Kitinen
Kitinen je řeka v severofinské provincii Laponsko, která je pravostranným přítokem Kemijoki. Měří 278 km a je šestým nejdelším vodním tokem Finska. Povodí má rozlohu 7570 km². Na řece leží obce Kittilä, Pelkosenniemi a Sodankylä. Hlavním přítoky jsou Luiro a Jeesiöjoki. Na řece stojí sedm vodních elektráren: Kokkosniva, Kurkiaska, Kelukoski, Matarakoski, Vajukoski, Kurittukoski a Porttipahta. Přehradní nádrž Porttipahta, dokončená v roce 1970, má rozlohu 148 km². Hlavním zdrojem vody jsou sněhové srážky. Řeka je využívána k rekreačním účelům (kanoistika, rybolov).